# DSP Media
DSP Media (Hangul: DSP 미디어), là một công ty giải trí của Hàn Quốc được thành lập vào năm 1991 bởi Lee Ho-yeon. Công ty hoạt động như một hãng thu âm, công ty tài năng, công ty sản xuất âm nhạc, công ty tổ chức sự kiện và sản xuất buổi hòa nhạc, và nhà xuất bản âm nhạc.
Công ty quản lý các nghệ sĩ như April, Heo Young-ji, KARD và Mirae. Nó đại diện cho một số nhóm nhạc, bao gồm SoBangCha, ZAM, COCO, Fin.K.L, Sechs Kies, SS501, KARA, Rainbow và A-JAX. Nó cũng quản lý các diễn viên như Lee Hyun-joo và Cho Shi-yoon và là công ty của cựu thành viên Son Dong-pyo của X1.

## DSP Friends
| Nhóm nhạc - K.A.R.D - 미래소년 (MIRAE) Solo - Oh Jong-hyuk - Heo Young-ji - Jinny4 - Kasper6 - Kim Jisook7 | - Song Chan-ik - Choi Bae-young - Heo Young-ji - Kim So-won - Kim Joo-hyun4 - Lee Hyun-joo8 - Cho Shi-yoon3 - Kim Ji-woo (1995) (Produce 48) - Lee Yu-jin (1996) (Produce 48) - Kim Soo-jin (2001) (Produce 48) - Jisu (2000) - Yeena (1998) - Jenna (1997) - Hanah (2003) - Son Dong-pyo (2002) (Produce X 101) - Lee Jun-hyuk (2000) (Produce X 101) - Lee Hwan (1999) (Produce X 101) Chú thích màu |

## Cũ

### Nghệ sĩ
- Firetruck (1987–1996)
- ZAM (1992–1995)
- CO CO (1994–1995)
- MUE (1994–1999)
- IDOL (1995–1997)
- Mountain (1996–?)
- Sechs Kies (1997–2000)
- Kim Hyu Soo (1997–?)
- Fin.K.L (1998– 2002, 2005)
- Lee Hyun Min(2015–2016)  (1998–2005)
- Uhm Ji Sun (1999–2000)
- Click-B (1999–2006)
- Shyne (2004–2007)
- SS501 (2005–2010)
- Sunha (2007–2009)
- A'st1 (2008–2009)
- Jung Hye Won (2010–?)
- Puretty (2012–2014)
- KARA (2007–2016)[1]
  - Kim Sung-hee (2007–2008)
  - Nicole Jung (2007–2014)
  - Kang Ji-young (2008–2014)
  - Park Gyu-ri (2007–2016)
  - Han Seung-yeon (2007–2016)
  - Goo Ha-ra (2008–2016)
- Seo Jaehyung (A-Jax, 2012–2016)
- Zylo (2015–2016)
- Moon Jihoo (A-Jax, 2012–2016)
- Park Sungmin (A-Jax, 2012–2016)
- Rainbow (2009–2016)
- A-Jax (2012–2019)

### Cựu thực tập sinh
- Ahn So-jin (Kara Project)†
- Chae Ho-cheol (thí sinh Boys24)
- Choi Young-ji
- Jung Jin-sol (LOONA)
- Ha Jin-woo
- Hong Seul-gi
- Huang Yusa (Idol School)
- Kang Byung-sun (MAP6)
- Kim Chae-yeong (Produce 48)
- Kim Chan-woo
- Kim Sol-hyun (Minju) (YeYu)
- Kim Woo-won
- NS Yoon-G
- Park Jong-hyuk
- Seon Joo-ah
- Sowon (GFriend)
- Son Yoo-ji (Kara Project)
- Yoo Young-doo (thí sinh Boys24)